# Rudolfshütte
Die Rudolfshütte (auch Berghotel Rudolfshütte genannt) liegt auf 2315 m ü. A. im Nationalpark Hohe Tauern und ist eine ehemalige Alpenvereinshütte der Sektion Austria des ÖAV und heute ein Berghotel, das aufgrund seiner Vergangenheit als Berghütte auch heute noch als alpiner Stützpunkt Verwendung findet. Die erste Hütte wurde 1873 am Weißsee errichtet. Nach Aufstauen des Weißsees zu dessen Eingliederung in das Stubachwerk wurde die bisherige Hütte überflutet und 1952 gesprengt. Zwischenzeitlich wurden ehemalige Baubaracken in der Nähe als Stützpunkt für Bergsteigen genutzt. Die aktuelle Hütte wurde im Nordosten des Sees 65 m über dem Stauziel neu errichtet und 1958 eingeweiht. 1979 wurde sie zum Alpinzentrum des ÖAV erweitert und im Jahr 2004 vom Österreichischen Alpenverein an einen privaten Betreiber verkauft. Der Hotelier beabsichtigte die endgültige Schließung im Herbst 2024. Mit Förderung ist ein Winterbetrieb von 21. Dezember 2024 bis 26. April 2025 angekündigt (Stand 25. Oktober 2024).

## Geschichte

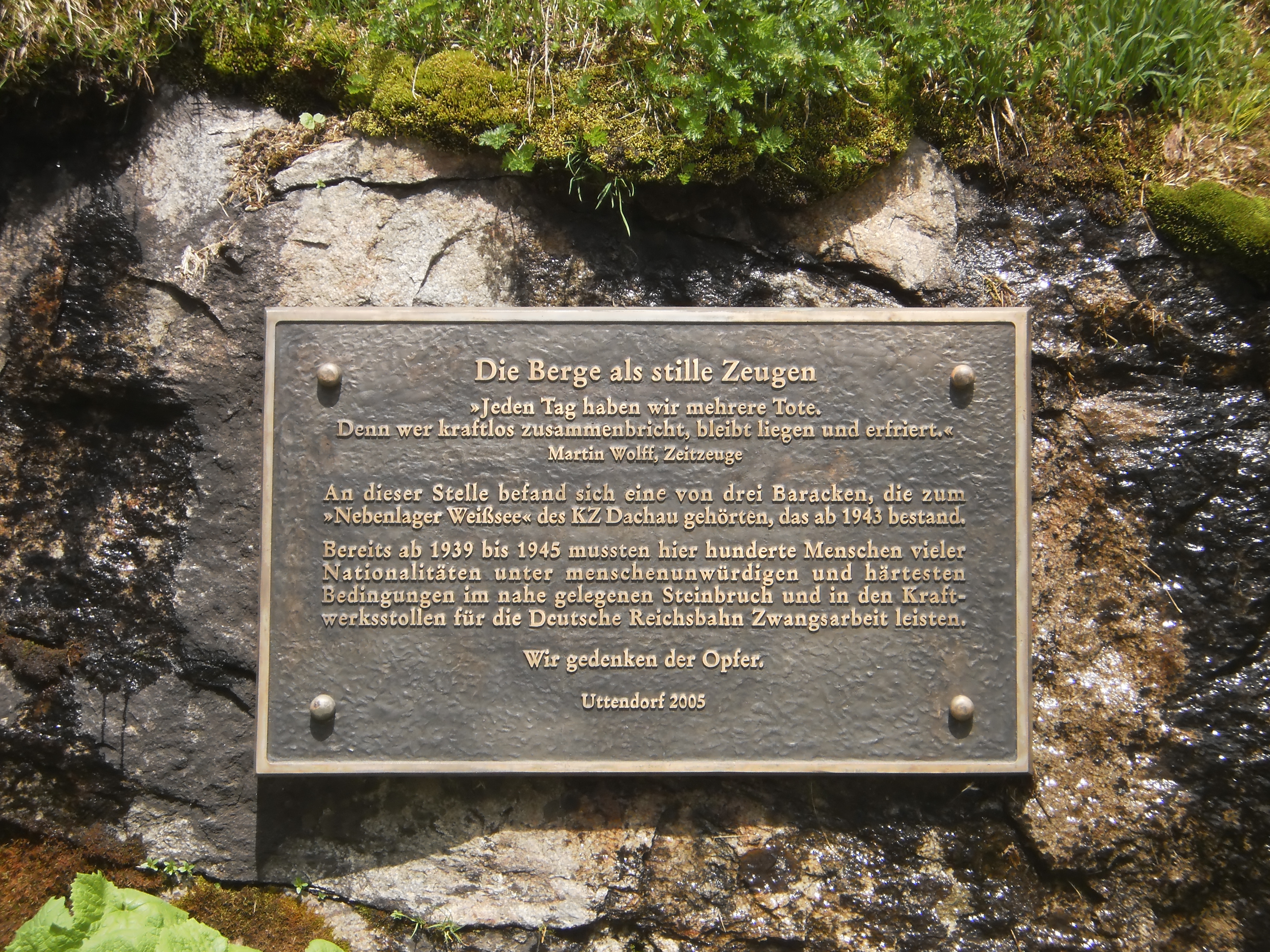
Gedenktafel für die Zwangsarbeiter im Zweiten Weltkrieg

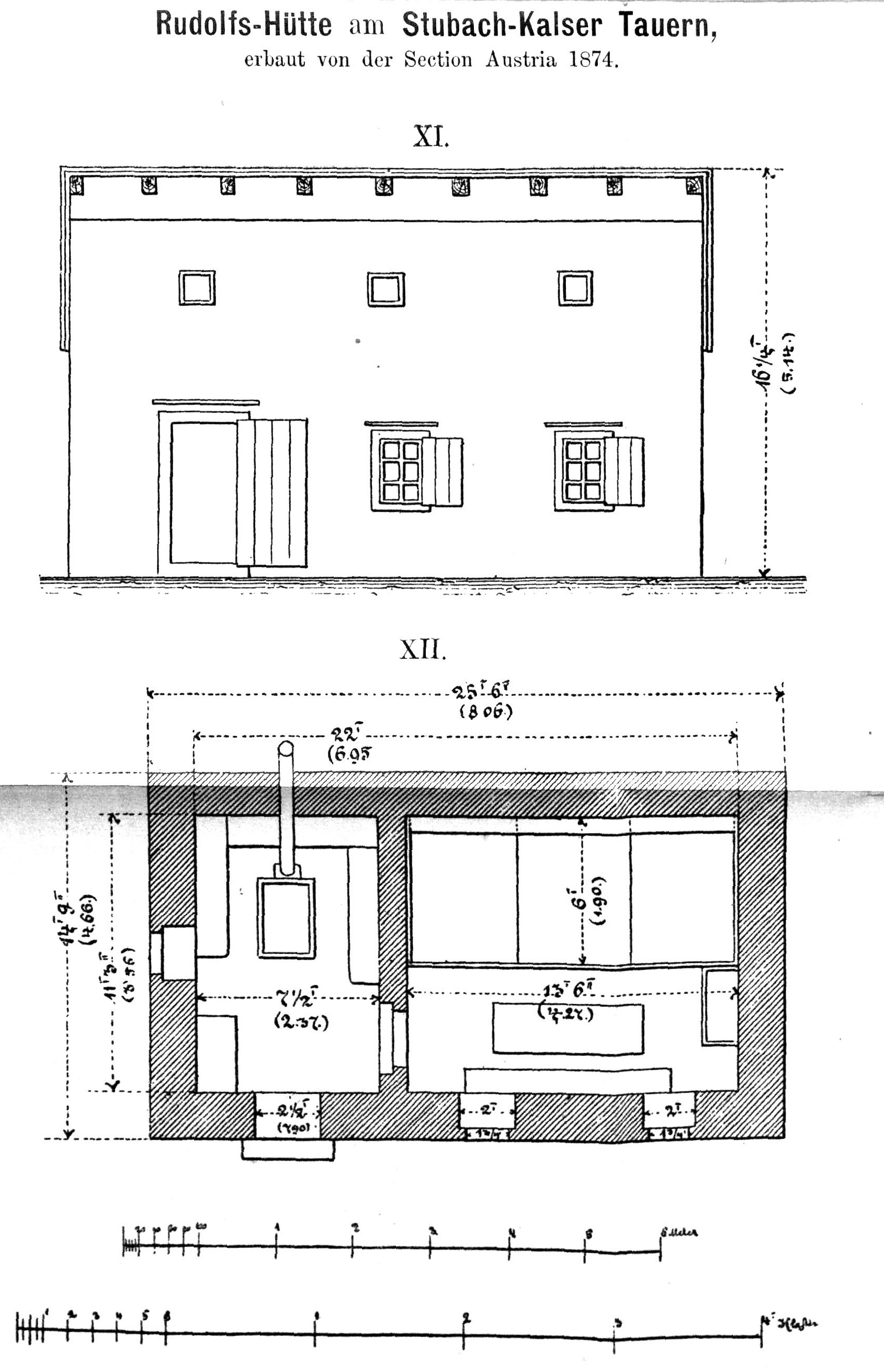
Entwurfszeichnung der ersten Rudolfshütte aus 1874 von Johann Stüdl

Die von der Sektion Austria des Deutschen und Österreichischen Alpenvereins errichtete erste Rudolphshütte wurde am 7. September 1873 fertiggestellt und am 25. August 1875 feierlich dem Verkehre übergeben. Der Bau lag am Weißsee unterhalb des Kalser Tauern, einem Gebirgspass, der das Kalser Tal von Norden zugänglich macht. Benannt wurde die Hütte nach dem damals 15-jährigen österreichischen Kronprinzen Rudolf von Österreich-Ungarn.
Ursprünglich war die Hütte unbewirtschaftet und hatte eine Fläche von 38 Quadratmetern. Sie wurde mehrfach erweitert, im Jahr 1899 betrug die überbaute Fläche bereits 200 Quadratmeter. In der Zwischenkriegszeit wurde mit dem Bau der Bahnstrom-Kraftwerksgruppe Stubachtal sowie der zugehörigen Stauseen begonnen. Der Standort der Hütte lag nun unterhalb des Stauziels des Weißsees, vor dem ersten Vollstau des Sees 1953 wurde sie daher gesprengt, da sie bis zum ersten Stockwerk überflutet worden wäre. Als Ersatz erhielt die Sektion Austria die drei Wohnbaracken zur Verfügung gestellt, die ursprünglich für die Zwangsarbeiter und Kriegsgefangenen in der ersten Bauphase ab 1939 errichtet und nach Kriegsende bis zur Fertigstellung der Kraftwerksanlagen am Weißsee von Bauarbeitern benutzt wurden. Diese wurden bis zur Fertigstellung bis 1958 unter dem Namen Austria Dörfl als alpiner Stützpunkt genutzt, danach abgerissen, so dass heute nur noch die Fundamente zu erkennen sind. Gleichzeitig wurde die neue Rudolfshütte im Nordosten 65 Meter über dem heutigen Stausee neu errichtet und 1958 eingeweiht. Schon zu diesem Zeitpunkt war sie mehr ein Alpenhotel als eine alpine Schutzhütte.
Die nächste Ausbauphase folgte ab 1978 mit dem Verkauf der Hütte der Sektion Austria an den Gesamtverein und dem Ausbau zum Alpinzentrum des ÖAV. Die am 9. Dezember 1979 im Beisein von Bundespräsident Rudolf Kirchschläger eingeweihte Hütte nannte sich nun „Alpinzentrum Hohe Tauern-Rudolfshütte“ und fungierte als größtes Ausbildungszentrum des Österreichischen Alpenvereins. Ab 1982 war die Rudolfshütte Hochgebirgsforschungsstätte der Universität Salzburg, außerdem Wetter- und Klimastation der Zentralanstalt für Meteorologie und Geodynamik (ZAMG). Im Jahr 2004 wurde die defizitäre Hütte an einen privaten Investor, den Pinzgauer Hotelier Wilfried Holleis verkauft und im Dezember desselben Jahres als „Berghotel Rudolfshütte“ neu eröffnet. Es ist ein „ÖAV-Vertragshaus“, das heißt, ÖAV-Mitglieder und Mitglieder anderer alpiner Vereine mit Gegenrecht übernachten günstiger.
Mit 29. September 2024 wurde das Haus geschlossen. Als Gründe nannte Eigentümer Holleis mangelnde Unterstützung seitens der Landespolitik und langwierige Verfahren über die Erweiterung des Drei-Stern-Plus-Hotels von 350 auf in Summe 576 Betten.
Mit finanzieller Förderung von Land Salzburg (150.000 €), Gemeinde und Tourismusverband Uttendorf (je 100.000 €) wurde ein Winterbetrieb von 21. Dezember 2024 bis 26. April 2025 vereinbart, verlautete am 25. Oktober 2024. Zugleich laufen Verhandlungen über einen Verkauf.

## Anstieg
Vom Enzingerboden im bei Uttendorf vom Pinzgauer Salzachtal südlich abzweigenden Stubachtal kann die Rudolfshütte per Seilbahn erreicht werden. Der Anstieg zu Fuß vom Enzingerboden dauert zwei Stunden.

## Übergänge und Gipfelziele
Folgende Hüttenübergänge sind möglich (teilweise über Gletscher)
- Karl-Fürst-Hütte (Notunterkunft) über das Sonnblickkees (4 Stunden)
- Matreier Tauernhaus (7½ Stunden)
- Kalser Tauernhaus über den Kalser Tauern (3 Stunden)
- Oberwalderhütte über Obere Ödenwinkelscharte (6 Stunden)
- Krefelder Hütte über Kleetörl (7 Stunden) oder über den Krefelder Weg via Schmiedingerscharte (2715 m) und Skigebiet Kaprun[8]
- St. Pöltner Hütte über St. Pöltner Ostweg (12 Stunden)
- Sudetendeutsche Hütte über den Silesia-Höhenweg (7 Stunden)

Folgende Gipfel liegen in unmittelbarer Nähe der Hütte:
- Kalser Tauernkogel (2683 m)
- Medelzkopf (2760 m) (heute mit Liftanlagen erschlossen)
- Hohe Fürleg (2943 m)
- Granatspitze (3086 m)
- Stubacher Sonnblick (3088 m)

Folgende weitere Touren sind von der Hütte möglich:
- Kalser Bärenkogel (3078 m)
- Hoher Kasten (3189 m) und Kastengrat
- Johannisberg (3453 m)
- Hohe Riffl (3338 m)
- Hocheiser (3206 m)

## Wetterbeobachtung
Mehrere ehrenamtliche Wetterbeobachter sorgen einander abwechselnd für eine ganzjährige, sechsmal täglich erfolgende Berichterstattung über Wetterdaten und -erscheinungen, die nicht mit Sensoren erfasst werden können, an die ZAMG. Die neben dem Hauptgebäude befindliche Unterkunft für die Beobachter sowie die Verpflegung sind gratis. Die Beobachter können durch einen Tunnel in das Hauptgebäude gelangen. Des Weiteren betreibt die ZAMG hier auch eine ihrer österreichweit 250 selbsttätig arbeitenden Wetterstationen, deren Werte permanent im Internet abgelesen werden können.